# 布萊特·哈里森
布萊特·哈里森（Bret Michael Harrison，1982年4月6日—）是美國的一位演員和音樂人。他出演過的主要電視劇有你被禁足了和捉鬼男。哈里森出生在俄勒岡州波特蘭。